# 莱恩·布劳恩
萊恩·約瑟夫·布勞恩（英語：Ryan Joseph Braun，1983年11月17日—）是前美國職業棒球左外野手。他先前曾效力過密爾瓦基釀酒人，並在體育新聞雜誌評選的當今最偉大50大球星中名列第32位。
布勞恩於2007年進入大聯盟，囊括了當年幾乎所有最佳新人的獎項，包括了年度最佳新人獎、體育新聞雜誌國聯年度最佳新人獎、美國棒球雜誌國聯年度最佳新人獎以及球員評選國聯年度最傑出新人，之前只有亞伯特·普荷斯曾在2001年囊括過這些獎項。
布勞恩在2008年獲得了銀棒獎，並代表美國隊參加了2009年世界棒球經典賽。

## 早年生活

### 猶太后裔
布勞恩的父親喬（Joe）出生於以色列，在7歲時移民到美國。布勞恩是猶太人，他說：“這就是我感到自豪的地方。”他的昵稱“希伯萊鐵錘”指的就是猶太后裔，前釀酒人隊的漢克·阿倫（他的外號是鐵錘漢克）以及電影希伯萊鐵錘。這也是他前隊友蓋比·凱普勒（Gabe Kapler），前全明星球員艾爾·羅森（Al Rosen）和漢克·格林伯格（Hank Greenberg）的昵稱。
布勞恩是選秀順位最高的猶太裔球員之一。紐約洋基曾經在1964年選秀中第一順位選中羅恩·布隆貝格（Ron Blomberg）。2006年布勞恩被認為是小聯盟中最好的猶太裔新秀，之後的一年他也成為了大聯盟歷史上第一位獲得年度最佳新人獎的猶太裔球員。他在2008年擊出的37支全壘打在猶太裔大聯盟球員中排名第4。截止2009年，布勞恩一共擊出103支全壘打，在猶太裔大聯盟球員中排名第7。
2007年12月，布勞恩被邀請參加美國總統喬治·沃克·布希在白宮舉行的光明節晚宴，他是唯一獲受邀請的猶太裔運動員，宴會上他和布希交談起棒球。他是參加2008年全明星賽的三位猶太裔球員之一（另兩位是伊恩·金斯勒和凱文·尤克里斯），他也是三位入選美國隊參加2009年世界棒球經典賽的猶太裔球員之一（另兩位是尤克裡斯和約翰·格拉博John Grabow）。布勞恩將會在2010年1月被選入南加州猶太人運動員名人堂。“並沒有太多的猶太裔運動員能達到這種高度，”布勞恩說，“很榮幸我是其中之一。”

### 高中時期
布勞恩高中四年都是格拉納達山高中棒球隊的頭號球星，其中三年擔任隊長，並且獲得MVP。他高中時期守游擊的位置，三年級前還曾擔任過投手。2000年，高二的布勞恩打擊率高達4成56。高四那年上壘率達到了6成75，並以25支全壘打打破了校史的紀錄。他也在Team One Baseball評選的全國最佳游擊手新秀中名列第六，並且被美國棒球雜志選入百大最佳新秀之中。2002年布勞恩並沒有大聯盟球隊選擇他，因為他說他將要進入大學學習。

### 大學時期
盡管斯坦福大學和伯克利加州大學提供獎學金，但布勞恩還是選擇邁阿密大學。他選擇邁阿密大學的原因包括了學校在學術、運動、社會等方面的成就。布勞恩在大一擊出了17支全壘打和76分打點，打擊率高達3成64。他獲得了全國年度最佳新人的榮譽，並入選全美新人第一隊。
大三這年是布勞恩在大學期間最成功的一年，這個賽季開始他從游擊手轉為三壘手，打擊率達到3成96，長打率更是高達7成26，並有18支全壘打、76分打點和23次盜壘成功。他的長打率和打點在NCAA第一級分別排在第9和第10位，並被美國棒球雜志選為全美大學最佳陣容。他還獲得了當年的金槍獎提名，大西洋沿岸聯盟年度最佳棒球運動員的榮譽。

## 職業生涯

### 密爾瓦基釀酒人
2007年布勞恩首次進入大聯盟春訓營。球隊之前的三壘手科里·克斯基（Corey Koskie）得了腦震蕩後綜合徵，錯過了春訓，最終也錯過了整個賽季。球隊計劃使用克雷格·康塞爾和托尼·格拉菲尼諾（Tony Graffanino）作為球隊的開季陣容，同時也多觀察布勞恩。在春訓的第一場比賽，布勞恩表現十分出色，5個打數擊出4支安打，包括了一支滿貫全壘打，一支三分全壘打，一支二壘安打，一支一壘安打以及一次盜壘成功，並有7分打點入賬。在總共11場比賽當中，他的打擊率高達3成53，長打率更是達到驚人的.912，15分的打點排名大聯盟第二，盡管他還錯過了7場比賽。但同時他也有4次的守備失誤。3月20日布勞恩被送回小聯盟春訓營，釀酒人隊總教練內德·約斯特（Ned Yost）評論布勞恩時說道：“他在打擊方面做得非常出色，但守備還需要提高。他明白他需要做什麼。他確實非常接近（大聯盟）。”
2013年，布勞恩效力的61場比賽中，繳出了14支二壘安打、9支全壘打、38分打點以及打擊率0.298的成績。2013年7月23日，布勞恩因為違反大聯盟禁藥政策，已被勒令禁賽至本球季結束。
2021年9月14日，布勞恩宣布從球員生涯退休。

## 外部鏈接
- 球員資訊和成績在MLB ，ESPN ，Retrosheet ，Baseball Reference ，Baseball Reference (Minors) ，Fangraphs ，The Baseball Cube （英文）